# Erzbistum Đakovo-Osijek
Das Erzbistum Đakovo-Osijek (kroat. Đakovačko-osiječka nadbiskupija, lat. Archidioecesis Diacovensis-Osijekensis) ist eine Erzdiözese der römisch-katholischen Kirche im Osten Kroatiens mit Sitz in Đakovo. Es erstreckt sich über die historischen Regionen Slawonien, Baranja und Srijem in Kroatien (und teilweise in der Vojvodina in Serbien).

## Geschichte
Als sich das Christentum zwischen den oberen Flussläufen der Drau und des Vrbas, zudem in den übrigen Gebieten Pannoniens ausbreitete, wurde das Bistum Bosnien gegründet. Es wird im Jahre 1088 erstmals erwähnt. Etwa um das Jahr 1250 verließ der Bischof mit seinen Kapitularen das Bistum Bosnien und siedelte nach Đakovo um. Es wird vermutet, dass die Auseinandersetzungen mit der damals aufkommenden bogumilischen Häresie im Gebiet des heutigen Bosnien und Herzegowinas und den Anhängern der „Bosnischen Kirche“ (auch bekannt als „Bosnische Christen“) überwiegend dazu beitrugen. Nach dem Sieg über die Osmanen im Jahre 1683 vor Wien werden Slawonien und der Großteil Syrmiens befreit. Dadurch kommt es zu einer Neuorganisation der römisch-katholischen Kirche in diesen Gebieten.
Das Bistum Syrmien, das schon im 4. Jahrhundert gegründet wurde, erlitt schwere Verwüstungen durch die Awaren und Hunnen. Nach dem Tod des Bischofs Method von Saloniki im Jahre 885 erlosch es vollständig. Erst 1231 kam es zu einer Erneuerung. Im Jahre 1773 wird das Bistum auf Initiative von Papst Clemens XIV. mit dem Bistum Bosnien vereinigt. Der Bischofsstuhl (die Kathedra) wird nach Đakovo verlegt. Seit 1963 trug es die Bezeichnung Bistum Đakovo und Syrmien. Die Kirchenprovinz trug bis 2008 die zusätzliche Bezeichnung „Bosnische Kirchenprovinz“. Als berühmtester Bischof des Bistums gilt Josip Juraj Strossmayer. Er ließ die monumentale Kathedrale St. Peter (kroat. Sv. Petar) in Đakovo errichten. Er setzte sich politisch in besonderem Maße für das Volk der Kroaten ein und gründete verschiedene kulturelle Institutionen.
Am 18. Juni 2008 wurde das Bistum Syrmien aus dem bisherigen Bistum Đakovo und Syrmien herausgelöst. Das Bistum Đakovo wurde gleichzeitig zum Erzbistum erhoben und es wurde in Erzbistum Đakovo-Osijek umbenannt. Ihm wurden die Bistümer Požega und Syrmien als Suffraganbistümer zugeordnet.